# Wanja Abramowski
Wanja Abramowski ist ein deutscher Lokalhistoriker.

## Leben
Abramowski ist promovierter Historiker und war 1976 bis 1989 Mitarbeiter der Hauptverwaltung Aufklärung des MfS.
Nach der Wende wurde Abramowski Leiter des Heimatmuseums Hohenschönhausen, aus diesem Amt hatte ihn der damalige Hohenschönhauser Bürgermeister Rudolf Buschko (SPD) 1991 entlassen.
Daraufhin initiierte Abramowski die Gründung des Friedrichshainer Geschichtsvereins Hans Kohlhase e. V. und wurde zu dessen Vorsitzendem gewählt.
Abramowski hat zahlreiche Schriften über die Berliner Lokalgeschichte veröffentlicht. 2003 war er im Zusammenhang mit einer Ausstellung über das historische Stadtviertel Friedrichsberg in einen Rechtsstreit mit dem Heimatmuseum Friedrichshain (seit 2001 Teil des Friedrichshain-Kreuzberg Museums [FHXB]) verwickelt.
Seit dem Jahr 2005 gibt der Geschichtsverein die Monatsschrift Mont Klamott heraus, für die Abramowski Geschichtsdarstellungen verfasst, darunter:
- Kaiser Wilhelms Märchenbrunnen
- Umbezirkung 1938 war Kriegsvorbereitung
- Hexen am Strausberger Platz
- Das Renaissanceschloß vom Stralauer Platz
- Der Rabattverein von der Ringbahnhalle

## Schriften (Auswahl)
- Die Stasi ist tot aber sie lebt noch;[7] Heft 4/24.
- Gysi geht, folgt ihm die PDS? Heft 5/36[7]
- 90 Jahre Straßenbahn Berlin-Hohenschönhausen. Berlin 1989.
- Neue Wege in die Stadtgeschichte. Berlin 1991.[8]
- Siedlungsgeschichte des Bezirks Friedrichshain von Berlin bis 1920. Berlin 2000.
- Boxhagen – zwischen Aufruhr und Langeweile. Eine Stadtteilgeschichte. Berlin 2003.